# Франк Хердлер
Франк Хердлер (  — Бад Мускау, 26. јануар 1986) професионални је немачки хокејаш на леду који игра на позицијама одбрамбеног играча. 
Члан је сениорске репрезентације Немачке за коју је на међународној сцени дебитовао на светском првенству 2006. године. 
Готово целокупну играчку каријеру провео је у редовима Ајсберена из Берлина, екипе са којом је освојио чак 7 титула првака Немачке.